# Keith Long
Keith Long, né le 14 novembre 1973 à Dublin en Irlande, est un footballeur irlandais devenu entraîneur de football.

## Carrière
Keith Long est formé dans le club anglais de Stoke City. Ne pouvant accéder à l'équipe première, il est engagé par les Irlandais du Dundalk Football Club. Il y passe trois saisons et dispute 48 matchs.
Il quitte ensuite Dundalk pour rejoindre Dublin et le St Patrick's Athletic Football Club, avec lequel il remporte le championnat en 1997-1998.
En 2000, il rejoint la banlieue sud de Dublin, et signe avec le Bray Wanderers Association Football Club. Il reste cinq années à Bray, où il dispute 128 matchs de championnat. Il prend sa retraite de joueur en 2005.
Il devient alors entraineur, d'abord à Bray entre 2011 et 2012, puis à Athlone Town en 2014. À cette date, il est nommé à la tête du Bohemian Football Club.

## Palmarès
- Championnat d'Irlande
  - Vainqueur en 1997-1998 avec St

Patrick's Athletic